# Platonea veleronis
Platonea veleronis är en mossdjursart som beskrevs av Osburn 1953. Platonea veleronis ingår i släktet Platonea och familjen Tubuliporidae. Inga underarter finns listade i Catalogue of Life.